# ユニオン郡 (ミシシッピ州)
ユニオン郡 (ユニオンぐん、英語: Union County) は、アメリカ合衆国ミシシッピ州の郡である。2000年現在の人口は25,362人。郡庁所在地はニューアルバニー（New Albany）である。

## 地理
アメリカ合衆国国勢調査局によると、この郡の総面積は1,080 km2 (417 mi2) である。このうち1,076 km2 (415 mi2) が陸地で4 km2 (1 mi2) が水域である。総面積の0.35%が水域となっている。

## 人口統計
2000年現在の国勢調査で、ユニオン郡の人口25,362人であり、9,786世帯、7,241家族が暮らしている。人口密度は24/km2 (61/mi2) である。10,693軒の建造物が10/km2 (26/mi2) の密度で存在する。この郡の人種構成は白人83.42%、アフリカ系アメリカ人14.95%、ネイティブアメリカン0.13%、アジア0.20%、太平洋諸島系0.02%、その他の人種0.67%、及び混血0.62%である。この人口の1.63%はヒスパニックまたはラテン系である。
ユニオン郡の住民は25.90%が18歳未満の未成年、18歳以上25歳未満が9.20%、25歳以上45歳未満が28.50%、45歳以上65歳未満が22.20%、65歳以上が14.10%という分布である。年齢の中央値は36歳である。女性100人に対する男性の人口は93.80人である。18歳以上の女性を対象にした場合90.00人になる。
この郡の平均世帯年収は32,682米ドルであり、家族ごとの平均的な年収は39,666米ドルである。男性は29,087米ドルに対して女性は21,418米ドルの平均的な年収がある。この郡の平均個人年収 (per capita income) は15,700米ドルである。人口の12.60%及び家族の9.60%は貧困線以下である。また、全人口のうち18歳未満の14.10%及び65歳以上の20.80%は貧困線以下の生活を送っている。

## 都市及び町
- ブルースプリングス (Blue Springs)
- マートル(Myrtle)
- ニューアルバニー(New Albany)